# D400 (Meurthe-et-Moselle)
De D400 is een departementale weg in het Oost-Franse departement Meurthe-et-Moselle. De weg loopt van de grens met Meuse via Toul, Nancy en Lunéville naar de N4 bij Blâmont. In Meuse loopt de weg als D636 verder naar Pagny-sur-Meuse.

## Geschiedenis
Oorspronkelijk was de D400 onderdeel van de N4. In de loop der tijd heeft is de N4 op verschillende plaatsen verlegd en op andere delen zijn parallelle autosnelwegen, als de A31 en A33 aangelegd. In 2006 zijn de delen van de N4 die parallel aan een autosnelweg lagen overgedragen aan het departement en omgenummerd tot D400. Toen zijn ook alle oude delen van de N4 bij de D400 gevoegd.